# Shūmatsu Train Doko e Iku?
Shūmatsu Train Doko e Iku? (終末トレインどこへいく？?) es una serie de televisión de anime japonesa original producida por Kadokawa Corporation, animada por el estudio EMT Squared.
Una adaptación a manga ilustrada por Torimura comenzará a serializarse en el sitio web de manga KadoComi de Kadokawa Shoten en marzo de 2024.

## Sinopsis
Después de que el desastroso lanzamiento de una red celular 7G experimental deforma la realidad misma, Japón queda devastado con una civilización colapsando y reducida a asentamientos dispersos y aislados. Además, el Incidente 7G ha creado fenómenos extraños y ha afectado a la población superviviente de varias maneras, como transformar a los residentes de Agano en animales inteligentes una vez que cumplen 21 años. Dos años después del Incidente 7G, el joven estudiante y residente de Agano Shizuru Chikura encuentra pruebas de que su amiga y compañera de clase desaparecida, Yoka Nakatomi, está viva y bien en Ikebukuro. Dado que el paisaje deformado es demasiado peligroso para viajar a pie, Shizuru y sus amigos se apoderan de un tren de pasajeros abandonado con la intención de seguir la línea ferroviaria hasta Ikebukuro y reunirse con Yoka.

## Personajes
Shizuru Chikura (千倉 静留 Chikura Shizuru?)
 Seiyū: Chika Anzai
Nadeshiko Hoshi (星 撫子 Hoshi Nadeshiko?)
 Seiyū: Azumi Waki
Reimi Kuga (久賀 玲実 Kuga Reimi?)
 Seiyū: Erisa Kuon
Akira Shinonome (東雲 晶 Shinonome Akira?)
 Seiyū: Hina Kino
Yōka Nakatomi (中富 葉香 Nakatomi Yōka?)
 Seiyū: Nao Tōyama
Zenjirō (善治郎?)
 Seiyū: Kazuyuki Okitsu
Pochi-san (ポチさん?)

## Media

### Manga
Una adaptación a manga, ilustrada por Torimura y contada desde la perspectiva de Akira, comenzó a serializarse en el sitio web de manga KadoComi de Kadokawa Shoten el 25 de marzo de 2024. Se publicó un único volumen de tankōbon a partir de junio de 2024.
| Volúmenes de manga publicados | Volúmenes de manga publicados | Volúmenes de manga publicados |
| Número                        | Fecha de lanzamiento          | ISBN                          |
| ----------------------------- | ----------------------------- | ----------------------------- |
| 1                             | 21 de junio de 2024           | ISBN 978-4-04-811307-6        |

### Anime
Shūmatsu Train Doko e Iku? fue animada por EMT Squared. Está dirigida por Tsutomu Mizushima como director, con Michiko Yokote a cargo de la composición de la serie, Asako Nishida a cargo de los diseños de personajes basados en los diseños originales de Namo y Miho Tsujibayashi componiendo la música. La serie se estrenó el 1 de abril de 2024 en AT-X y otros canales. El tema de apertura, "GA-TAN GO-TON", está interpretado por Rei Nakashima, mientras que el tema final es "Eureka" interpretado por Rokudenashi. Crunchyroll obtuvo la licencia de la serie fuera de Asia.
El 12 de junio de 2024 se anunció que el duodécimo episodio de la serie se retrasaría una semana, del 17 al 24 de junio, debido a problemas de producción.